# 羅蘭·沙夫納爾
羅蘭·沙夫納爾（荷蘭語：Roeland Schaftenaar，1988年7月29日—），荷蘭籃球運動員。他現在效力於希臘球隊Rethymno Cretan Kings B.C.。他也代表荷蘭國家男子籃球隊參賽。